# Blackrock Mountain
Blackrock Mountain är ett berg i Kanada.   Det ligger i provinserna British Columbia och Alberta, i den centrala delen av landet, 3 200 km väster om huvudstaden Ottawa. Toppen på Blackrock Mountain är 2 911 meter över havet, eller 473 meter över den omgivande terrängen. Bredden vid basen är 3,7 km. Blackrock Mountain ingår i The Ramparts.
Terrängen runt Blackrock Mountain är kuperad åt sydväst, men åt nordost är den bergig.Trakten runt Blackrock Mountain är nära nog obefolkad, med mindre än två invånare per kvadratkilometer.. Det finns inga samhällen i närheten. 
Trakten runt Blackrock Mountain består i huvudsak av gräsmarker.